# Floid Gumbo
Floid Cramer Gumbo, med artistnamnet Mama Gumbo, född 28 maj 1970 i Zimbabwe, är en svensk sångerska och politiker. Hon representerar Socialdemokraterna i Förvaltnings AB Göteborgslokaler och i utbildningsnämnden.

## Biografi
Floid Gumbo flyttade till Sverige och Göteborg 1994. Under 2000-talets första decennium medverkade hon på turnéer anordnade av dåvarande Musik i Väst och Sörmlands Musik & Teater.[källa behövs] Hon har också uppträtt på bland annat Trädgårdsföreningen, Världskulturmuseet, Gothia Cup och Frölunda Kulturhus.[källa behövs]

## Priser och utmärkelser
- 2010 - Årets kulturkvinna, Chilenska föreningen i Göteborg[källa behövs]
- 2011 - Årets artist, Maishagalan (fjärde året)[3]
- 2012 - ABF Göteborgs kulturpris[källa behövs]